# شترة (حجة)

تعديل مصدري - تعديل

شترة هي إحدى قرى عزلة المعمري بمديرية حجة التابعة لمحافظة حجة، بلغ تعداد سكانها 252 نسمة حسب تعداد اليمن لعام 2004.